# Shicheng (köpinghuvudort i Kina, Hubei Sheng, lat 29,47, long 113,93)
Shicheng (kinesiska: 石城, 石城镇) är en köpinghuvudort i Kina. Den ligger i provinsen Hubei, i den centrala delen av landet, omkring 130 kilometer söder om provinshuvudstaden Wuhan. Antalet invånare är 35 841. Befolkningen består av 18 255 kvinnor och 17 586 män. Barn under 15 år utgör 18,0 %, vuxna 15-64 år 74 %, och äldre över 65 år 7,0 %.
Runt Shicheng är det tätbefolkat, med 369 invånare per kvadratkilometer. Shicheng är det största samhället i trakten. Trakten runt Shicheng består till största delen av jordbruksmark.
Genomsnittlig årsnederbörd är 2 078 millimeter. Den regnigaste månaden är maj, med i genomsnitt 321 mm nederbörd, och den torraste är januari, med 54 mm nederbörd.